# 直観的基準
ゲーム理論における直観的基準 (ちょっかんてききじゅん，intuitive criterion) とは，シグナリングゲームにおける均衡の精緻化の手法のひとつである．

## 概要
経済学においてシグナリングゲームは，私的情報をもっているプレーヤーがさきに行動するゲームである．私的情報は，ふつう，このプレーヤーの隠された観測できないタイプについてのものである．シグナリングゲームは典型的には多くの完全ベイズ均衡をもつ．均衡の精緻化の手法とは，均衡の集合を小さくする方法のことである．概してほとんどの精緻化の手法は，均衡経路外における信念を制約することにもとづいている．均衡外での行動や帰結はナッシュ均衡で予測されるものとは異なったものである．直観的基準は In-Koo Cho と デイヴィッド・クレプス によって 1987 年の論文で導入された．彼らのアイデアは，経路外での信念に対して一定の意味で合理的であることを要求することによって，均衡の集合を削減しようとするものであった．この解概念の精緻化は，モデルを立てる者に，多数の完全ベイズ均衡からの選択を許している．
形式的に述べると，あるタイプ θ が存在して逸脱戦略をもっており，そのタイプにとってはこの逸脱が均衡支配されているような任意のタイプ θ によってなされた逸脱に対して，他のプレーヤーが正の確率を割りあてていないというかぎり，この逸脱によって均衡利得よりも大きな利得が保証されているというならば，直観的基準を用いて特定の完全ベイズ均衡を排除することができる．
直観的に言って，たとえ他のプレーヤーの信念がどんなものであるか確信がなかったとしても逸脱したいと思うようなプレーヤーのタイプがあるならば，完全ベイズ均衡を消去できる．このプレーヤーが確信しているのは，こちらが逸脱を均衡支配された行動であると思っているプレーヤーだ，とは他のプレーヤーは決して考えないであろう，ということだけである．

## 批判
他のゲーム理論家は直観的基準を批判し，代替的な精緻化，たとえば Universal Divinity を提案している．

## 例
送り手に 2 つのタイプがある，標準的なスペンスのシグナリングゲームでは，逐次均衡や完全ベイズ均衡のような解概念のもとでは連続の濃度の一括均衡が生き残る．しかし趙とクレプスの直観的基準ではすべての一括均衡を排除できる．このゲームにはまた，連続の濃度の分離均衡も存在するが，直観的基準は，そのうちもっとも効率的なもの，すなわち，高能力タイプが受ける教育の量について，低能力タイプはそれとまったく教育を受けないこととでちょうど無差別になるようなもの，だけを残してすべての分離均衡を排除する．